# Ivàntxino
Ivàntxino (en rus: Иванчино) és un poble del krai de Perm, a Rússia, que forma part del raion de Gaini. El 2010 tenia 354 habitants.